# イミドカルブ
イミドカルブ（英：Imidocarb）はBabesia（バベシア症）やその他の寄生虫病の治療のための抗原虫薬として獣医学領域で使用される尿素誘導体である。